# Atletiekclub Zele
Atletiekclub Zele was een atletiekvereniging uit de Oost-Vlaamse gemeente Zele. Ze werd in juni 1973 opgericht na een oproep van Eugeen De Kimpe aan het gemeentebestuur om niet enkel investeringen te doen voor de voetbalsport. Er werd in het nieuw aangelegde gemeentelijk sport- en wandelpark een nieuw voetbalveld aangelegd met daarrond ruimte voor een piste. De toenmalige burgemeester Avil Geerinck beloofde dat wanneer er een atletiekclub zou komen in Zele, hij er voor zou zorgen dat er ook een atletiekpiste zou aangelegd worden. En zo geschiedde. Eugeen De Kimpe, zelf afstandsloper en aangesloten bij AC Lebbeke, ging samen met een aantal atletiekliefhebbers rond de tafel zitten en AC Zele werd geboren en sloot datzelfde jaar op 22 oktober aan bij de Koninklijke Belgische Atletiek Bond. De club kreeg het stamnummer 406 toegewezen.
De club werd in 2015 overgenomen door AV Lokeren.

## Clubuitrusting
De clubkleuren waren groen, geel & rood, zoals in de vlag van Zele. Atleten van de club zijn verplicht op de officiële wedstrijden de clubuitrusting te dragen.

### Terrein
AC Zele beschikt over een kantine en een nieuwe kunststofpiste sinds 2004. De piste heeft 8 banen in de rechte lijn en 6 banen rondom. De piste is gelegen in het sport-en wandelpark Ter Elst.